# کودکان کار در ایران

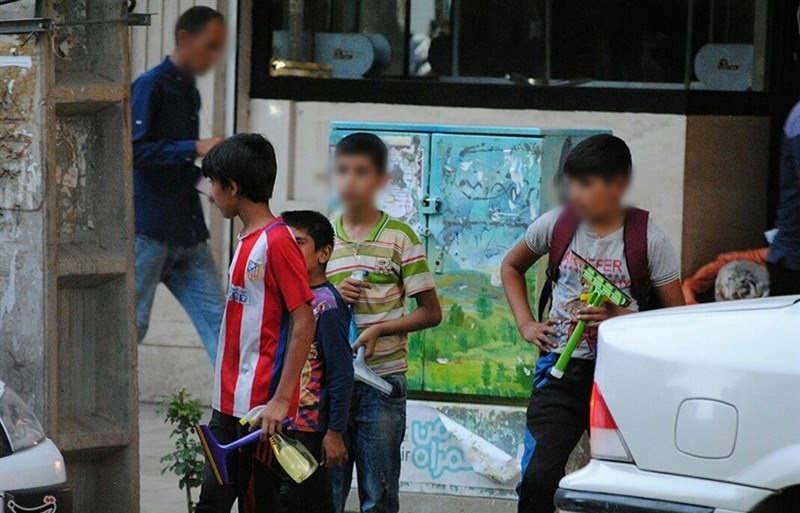
کودکان کار ایرانی

در ایران، همانند دیگر کشورهای جهان، کودکانی وجود دارند که به‌صورت داوطلبانه یا اجباری کار می‌کنند. با توجه به وضعیت اقتصادی و سیاسی جامعه، تعداد کودکان کار در کشور ممکن است در دوره‌های مختلف دچار نوسان شود. آمار موجود دربارهٔ تعداد کودکان کار در ایران پراکنده است. در زمان‌های مختلف، نهادهای گوناگون در ایران آمارهایی غیرجامع و غیرمتمرکز دربارهٔ تعداد کودکان کار در این کشور منتشر کرده‌اند

## تعداد کودکان کار در ایران
در ایران، آمار دقیقی از تعداد کودکانی که در زمینه‌ها و صنایع مختلف مشغول به کار هستند وجود ندارد، اما طبق سرشماری سال ۱۳۸۴، حدود یک‌میلیون و هفتصد هزار کودک درگیر کار هستند.
بر اساس آخرین آمار منتشرشده از سوی مقامات ایرانی در ژوئن ۲۰۱۹، تنها در تهران ۱۴۰۰۰ زباله‌گرد وجود دارد که یک‌سوم آن‌ها، یعنی ۴۷۰۰ نفر، کودک هستند. مرکز پژوهش‌های مجلس شورای اسلامی گزارشی منتشر کرده که از افزایش نگران‌کننده تعداد کودکان کار خبر می‌دهد. این گزارش نشان می‌دهد که ۱۵ درصد از جمعیت کودکان اکنون در فعالیت‌های کاری مشغول هستند. دست‌کم ۱۰ درصد از کودکان کار از امکان رفتن به مدرسه محروم‌اند و از فرصت‌های آموزشی ضروری بی‌بهره می‌مانند. جمعیت امام علی (ع) در سال ۲۰۱۸ به‌تنهایی ۱۲۰٬۰۰۰ کودک زباله‌گرد را شناسایی کرده بود. در ژوئن ۲۰۱۹، بر اساس جدیدترین گزارش وزارت تعاون، کار و رفاه اجتماعی مربوط به سال ۲۰۱۸، بیش از ۳۳۶٬۰۰۰ پسر و ۷۴٬۰۰۰ دختر بین سنین ۱۰ تا ۱۷ سال مشغول به کار بوده‌اند و ۸۹٬۰۰۰ نفر نیز در جستجوی کار بوده‌اند. بر همین اساس، تعداد کودکان بی‌سواد ۲۵۱٬۰۰۰ نفر اعلام شده و تعداد کودکانی که از تحصیل بازمانده‌اند، ۱٫۶۸ میلیون نفر است.
یک مطالعهٔ مقطعی دربارهٔ کودکان کار از سپتامبر ۲۰۱۸ تا مه ۲۰۱۹ در تهران انجام شد. پژوهشگران با استفاده از مصاحبه‌های فردی با کودکان کار از هفت سازمان مردم‌نهاد (NGO) اقدام به تکمیل پرسش‌نامه‌ای کردند. نتایج این مطالعه نشان داد که میزان نسبتاً بالایی از کودک‌آزاری در محیط‌های کاری کودکان کار ایرانی وجود دارد: ۷۷٫۶٪ از کودکان حداقل یک نوع از آزار را تجربه کرده‌اند که شایع‌ترین آن‌ها آزار عاطفی (۷۰٫۴٪) بوده است و پس از آن، غفلت (۵۲٪)، آزار جسمی (۵٫۸٪) و آزار جنسی (۳٫۶٪) قرار دارند.

## دلایل این مصیبت

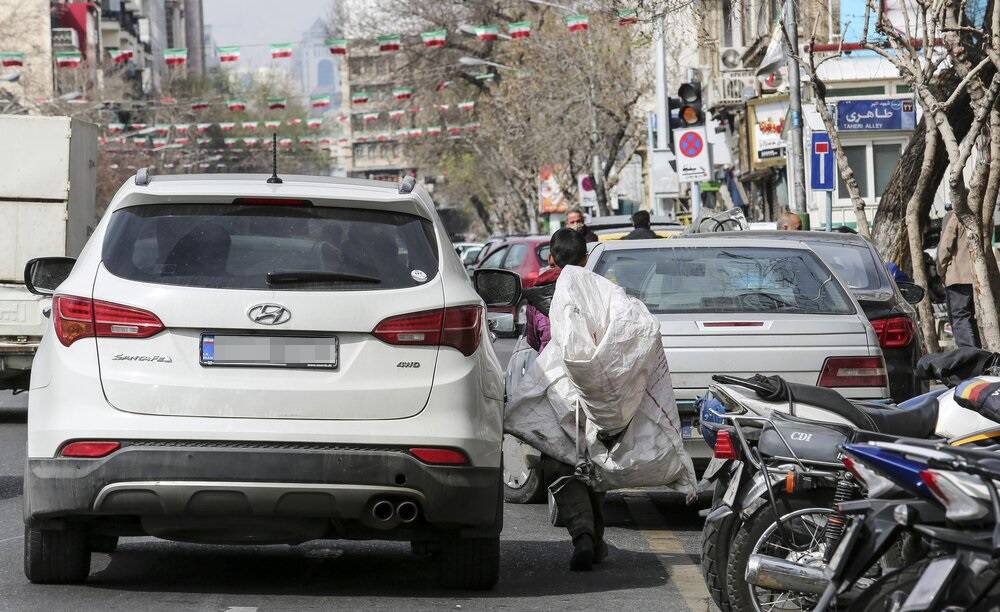
زباله‌گرد در ایران

اگرچه جمهوری اسلامی از منابع غنی برخوردار است، اما این منابع غالباً دزدیده می‌شوند، یا از طریق قاچاق مواد مخدر مسیریابی می‌شوند، یا به شبکه‌های تروریستی هدایت می‌شوند. به این ترتیب، بخش زیادی از جمعیت از ثروت کشور بهره‌مند نمی‌شوند.
در ایران، مانند بسیاری از کشورهای جهان، تعداد کودکان کار در حال افزایش است. از جمله عوامل طبیعی که موجب افزایش کودکان کار شده‌اند، می‌توان به بحران‌های چند سال اخیر مانند مشکلات اقتصادی و تورم بالا، خشکسالی، سیل، زلزله و… اشاره کرد. همچنین، عوامل انسانی مانند گسترش فقر، طلاق، افزایش هزینه‌های تحصیل، مهاجرت کودکان از کشورهای همسایه مانند افغانستان و همچنین کودکان از مناطق روستایی و شهرهای کمتر توسعه‌یافته به شهرهایی با فرصت‌های شغلی، از مهم‌ترین عوامل کودکان کار در ایران بوده‌اند.
عبدالرضا رحمانی فضلی، وزیر کشور در سال ۲۰۱۹، در تحلیل و توصیف وضعیت کودکان کار در تهران گفت: «گزارش‌ها نشان می‌دهد که کودکان کار در شرایط نامناسبی زندگی می‌کنند و مورد سوءاستفاده قرار می‌گیرند.» نکته‌ای که باید به آن توجه کرد این است که تا ۸۰ درصد از این کودکان غیرایرانی هستند. با توجه به اینکه برخی از این کودکان اتباع افغان بودند، این موضوع را با سفارت این کشور مطرح کرده‌ایم. اگر نهادهای دیگر همکاری کنند، می‌توان اقدامات مناسبی برای ساماندهی کودکان خیابانی انجام داد، اما در صورت عدم همکاری آن‌ها، این امر دشوار خواهد بود.
کامیل احمدی، پژوهشگر اجتماعی، در پژوهش میدانی خود با عنوان «ردپای استثمار در کودکی» (یک پژوهش جامع دربارهٔ اشکال، علل و پیامدهای کار کودکان در ایران)، معتقد است که مسئلهٔ کار کودکان باید از دیدگاهی چندبُعدی مورد بررسی قرار گیرد. کار کودکان به‌طور کلی محصول ساختار ناعادلانه و ناکارآمد اقتصادی-اجتماعی یک جامعه است. کودکان کار از محیط‌هایی می‌آیند که در آن فقر اقتصادی، بی‌توجهی یا نبود سرپرستی به دلایل مختلفی مانند اعتیاد والدین، بیماری یا ناتوانی، زندانی شدن، مرگ، طلاق یا سایر مشکلات وجود دارد که کودکان را مجبور به کار برای تأمین معاش و بقای خود و خانواده‌شان می‌کند. ورود زودهنگام به محیط کار از طریق اعضای خانواده، باندها یا گروه‌های استثمارگر، کودکان کار را در معرض انواع سوءاستفاده، خشونت، آزار و رفتارهای نادرست قرار می‌دهد که آثار آن تا پایان عمر با آنان خواهد ماند.
مژده گلزاری نوبار و بهشید عرفانیان بر این باورند که آشفتگی قوانین داخلی در هم‌راستاسازی با قوانین بین‌المللی، اجرای نادرست قوانین و بحران اقتصادی از مهم‌ترین عوامل کار کودکان در ایران هستند. بررسی وضعیت موجود در ایران به دلیل نبود شفافیت امکان‌پذیر نیست. نخستین گام باید کنترل شرایط کار باشد. با ایجاد مکان‌های ویژه برای کار و اجرای اقداماتی مانند ثبت اطلاعات مربوط به وضعیت کودکان کار و برنامه‌ریزی برای بهبود سلامت و آموزش آن‌ها، فعالان می‌توانند در جهت بهبود وضعیت کاری کودکان نقش مؤثری ایفا کنند.

## زمینه‌های کار کودکان
کار در کارگاه‌ها - این نوع کار طیف وسیعی از مشاغل را در بر می‌گیرد، از جمله کار در کارگاه‌های کوچک و متوسط در زمینه تولید کیف، کفش و لباس، همچنین خیاطی، کارهای مکانیکی، جوشکاری و ضایعات فلزی، نجاری، تولید گل و غیره
کار در خیابان‌ها - کودکان خیابانی در انواع مختلفی از مشاغل فعالیت می‌کنند، از جمله گل‌فروشی، گدایی، فروش صنایع دستی، دود کردن اسپند، وزن‌کشی، نواختن موسیقی، شیشه‌پاک‌کنی خودروها، فروش سبزی، فال‌فروشی، باربری و غیره. کودکانی با سن حتی چهار سال نیز وارد این نوع کار می‌شوند. آن‌ها ابتدا از طریق یکی از اعضای خانواده یا آشنایان وارد کار می‌شوند. تجربه زیسته در خیابان به این کودکان می‌آموزد که چگونه مشتریان بالقوه را شناسایی کرده و احساسات آن‌ها را تحریک کنند، و چگونه از خود در برابر خطرات محیط کار دفاع نمایند. این کودکان هدف برنامه‌های ساماندهی و کنترل دولتی قرار می‌گیرند و بسیاری از آن‌ها بازداشت و نگهداری شده‌اند. از آنجا که کودکان در سنین بسیار پایین وارد چرخه کار می‌شوند، باید به محض این‌که دیگر نتوانند ترحم و احساسات شهروندان را برانگیخته و آن‌ها را به بخشش وادار کنند، از این چرخه خارج شوند.
کار در بازارهای میوه و تره‌باری - کودکانی که در بازارهای میوه و تره‌بار کار می‌کنند، عمدتاً از مهاجران داخلی هستند که یا دور از خانواده کار می‌کنند یا همراه با یکی از اعضای خانواده. کار در این بازارها کاملاً سازمان‌یافته و تحت نظارت سازمان میادین میوه و تره‌بار شهرداری تهران انجام می‌شود. به‌صورت رسمی، این کودکان موظف به ۹ ساعت کار روزانه هستند، به‌علاوه چهار ساعت اضافه‌کار برای انجام وظایفی نظیر تخلیه بار در فواصل مختلف شب. یکی از کودکان به مصاحبه‌گر گفت: «بازار تره‌بار ساعت کاری ندارد»، که نشان می‌دهد آن‌ها مجبورند ساعات طولانی کار کنند.
زباله‌گردی - کودکان زباله‌گرد عمدتاً از مهاجران افغان هستند، اگرچه برخی کودکان ایرانی از قومیت‌های مختلف نیز در این کار حضور دارند. شهرداری تهران برای جمع‌آوری و تفکیک پسماند خشک، پیمانکاران خاصی را استخدام می‌کند. این پیمانکاران اغلب کودکان را به کار می‌گیرند، که در شرایط سخت و بدون نظارت قانونی مناسب به جمع‌آوری و جداسازی زباله‌ها می‌پردازند. این کودکان معمولاً مجبورند ساعت‌های طولانی در سطح شهر فعالیت کنند و در معرض خطرات جدی بهداشتی، جسمی و روانی قرار دارند. سیستم پیمانکاری و نبود نظارت کافی موجب شده است تا بهره‌کشی از کودکان در این حوزه به شکلی ساختاری و سازمان‌یافته ادامه یابد.
کار در کوره‌پزخانه‌ها - کوره‌پزخانه‌ها عمدتاً در جنوب و جنوب‌غربی تهران قرار دارند. کودکان هیچ‌گونه کنترلی بر درآمد خود ندارند و کارفرما دستمزد را مستقیماً به سرپرست خانواده یا پدر آن‌ها پرداخت می‌کند. این کودکان معمولاً باید از صبح زود بیدار شده و تا دیر وقت شب در نزدیکی کوره‌ها کار کنند. فعالیت این کوره‌ها در فصل تابستان شدت می‌گیرد و کارگران برای باقی سال به محل سکونت اصلی خود بازمی‌گردند به دلیل نبود دسترسی به مدارس و سازمان‌های مردم‌نهاد در این مناطق، اکثر کودکان از تحصیل بازمی‌مانند یا مجبور می‌شوند برای ادامه تحصیل به روستاها یا شهرهای نزدیک بروند. این شرایط باعث محرومیت آموزشی، افزایش کار کودک و تداوم چرخه فقر و استثمار در این مناطق می‌شود.